# I Can’t Explain
«I Can’t Explain» — песня британской группы The Who. Была издана отдельным синглом — в декабре 1964 года в США и в январе 1965 года в Великобритании.
Достигла 8 места в Великобритании (в UK Singles Chart) и 93 места в США (в Billboard Hot 100).
Автор песни — Пит Таунзенд. Продюсер записи — Шел Талми.

## История
«I Can’t Explain» была стороной «А» первого сингла, который группа издала под именем The Who — их предыдущий сингл «Zoot Suit» / «Im the Face» был издан под именем The High Numbers.
В аннотации к альбому Таунсенд отметил сходство песни с вышедшей в 1964 году песней группы Kinks «All Day and All of the Night»: «Невозможно скопировать Kinks ещё более прямолинейно, [чем здесь]. Мне нечего особенно рассказать о том, как я её написал. Она выпрыгнула у меня из головы, когда мне было 18 с половиной» (англ. It can't be beat for straightforward Kink copying. There is little to say about how I wrote this. It came out of the top of my head when I was 18 and a half.)

## Премии и признание
В 2004 году журнал Rolling Stone поместил песню «I Can’t Explain» в исполнении группы The Who на 371 место своего списка «500 величайших песен всех времён». В списке 2011 года песня находится на 380 месте.